# Jeanie MacPherson
Jeanie MacPherson (Boston, 18 de mayo de 1886-Los Ángeles, 26 de agosto de 1946) fue una actriz y guionista de nacionalidad estadounidense. Su actividad interpretativa tuvo lugar en la época del cine mudo, desde 1908 a 1917, y su carrera como guionista se prolongó hasta la década de 1940.

## Biografía
Nacida en Boston, Massachusetts, fue educada en París y en Chicago, y estudió danza bajo la tutela de Theodore Kosloff. Empezó su experiencia teatral en el Chicago Musical College, y en 1908 debutó en la gran pantalla con el corto dramático dirigido por David Wark Griffith The Factual Hour. A lo largo de la década de 1910 MacPherson se convirtió en una popular actriz, actuando junto a actores de la talla de Wallace Reid, Geraldine Farrar, Blanche Sweet y Wilfred Lucas, retirándose de la interpretación en 1917 y concentrándose en su faceta de guionista cinematográfica.
MacPherson fue miembro fundadora de la Academia de Artes y Ciencias Cinematográficas, creada el 11 de mayo de 1927 en Hollywood, California y, como guionista, trabajó durante muchos años para Paramount Pictures, colaborando con  Beatrice DeMille y directores como Cecil B. DeMille y D.W. Griffith.
Jeanie MacPherson falleció a causa de un cáncer en 1946 en Los Ángeles, California. Tenía 60 años de edad. Fue enterrada en el Cementerio Hollywood Forever de Hollywood.
Por su contribución a la industria cinematográfica, se recompensó a Jeanie MacPherson con una estrella en el Paseo de la Fama de Hollywood, en el 6150 de Hollywood Boulevard.